# Park w Strzelcach Opolskich
Park w Strzelcach Opolskich nazývaný také Park miejski w Strzelcach Opolskich, Park Zamkowy nebo Park Renardów, je městský park ve městě Strzelce Opolskie v okrese Strzelce v pohoří Chełm v Opolském vojvodství v Horním Slezsku v Polsku.

## Historie a popis parku
Park w Strzelcach Opolskich byl vybudován v anglickém stylu a byl založen v roce 1832 vedle místního zámku (hrad Strzelce Opolskie) a to z rozhodnutí tehdejšího majitele města/panství, kterým byl hrabě Andrzej Maria Renard (1795-1874). Park zaujímá plochu 65 ha ve tvaru protáhlého mnohoúhelníku a původně byl z větší části oplocen zdí z vápencových kamenů. Území parku se nachází v kdysi bažinaté oblasti jižně od města. Na severu je park ohraničen zámkem a budovami podél Krakovské ulice, na západě Opolskou ulicí a na východě částečně dochovanou hradbou. Park je rozdělen na dvě části, z nichž nejstarší je tzv. malý park s ústředním motivem zříceniny zámku. Mladší částí parku je tzv. velký park, oddělený od malého parku Parkovou ulicí. Andrzej Renard si během svých studií v Anglii oblíbil tehdy módní anglické parky a následně se rozhodl postavit takový park u svého zámku. Proto vyslal do Anglie svého skušeného zahradníka jménem Schmidt, aby připravil založení parku. Schmidt se vrátil v roce 1832 a zahájil téměř třicetiletou práci na vytvoření parku. Při projektování parku radil také Eduard Petzold. V parku byly postaveny dva podélné rybníky propojené kanálem. Rybníky byly zarybněny mnoha druhy ryb a ze získané zeminy vznikly umělé kopce. Na konci druhé světové války v roce 1945 rudá armáda zámek zapálila, parkové budovy poškodila a stromořadí zdevastovala. Později se park začal pomalu obnovovat. V červenci 2021 byl park pojmenován také jako Renardův park (Park Renardów).

## Příroda a turistika v parku
Mnohé unikátní staré listnaté stromy byly původně do parku dovezeny z okolí a zasazeny. Díky výborným podmínkám tyto stromy rostly velmi rychle, což udivovalo i samotné zahradníky. Později byly přidány i jehličnany a malý počet aklimatizovaných exotických dřevin. V parku jsou např. památné tisy červené, jeden z nejstarších smrků ztepilých v Polsku, nejvyšší jilm habrolistý v Polsku aj. V roce 2006 byla v parku vyznačena ekologická a naučná stezka Szlakiem Hrabiego Renarda (Cestou hraběte Renarda).

## Budovy v parku
V parku byla postavena řada budov, z nichž většina již neexistuje nebo je silně poškozena. Patří k nim zámek, oranžerie, ananasovna, bažantnice, neoklasicistní chrám s architektonickými prvky připomínajícími antické Řecko, Ischlova věž, kaple-mauzoleum, lesní školka, ovocná zahrada a socha římské bohyně Ceres.

## Další informace
Park je celoročně volně přístupný.

## Galerie

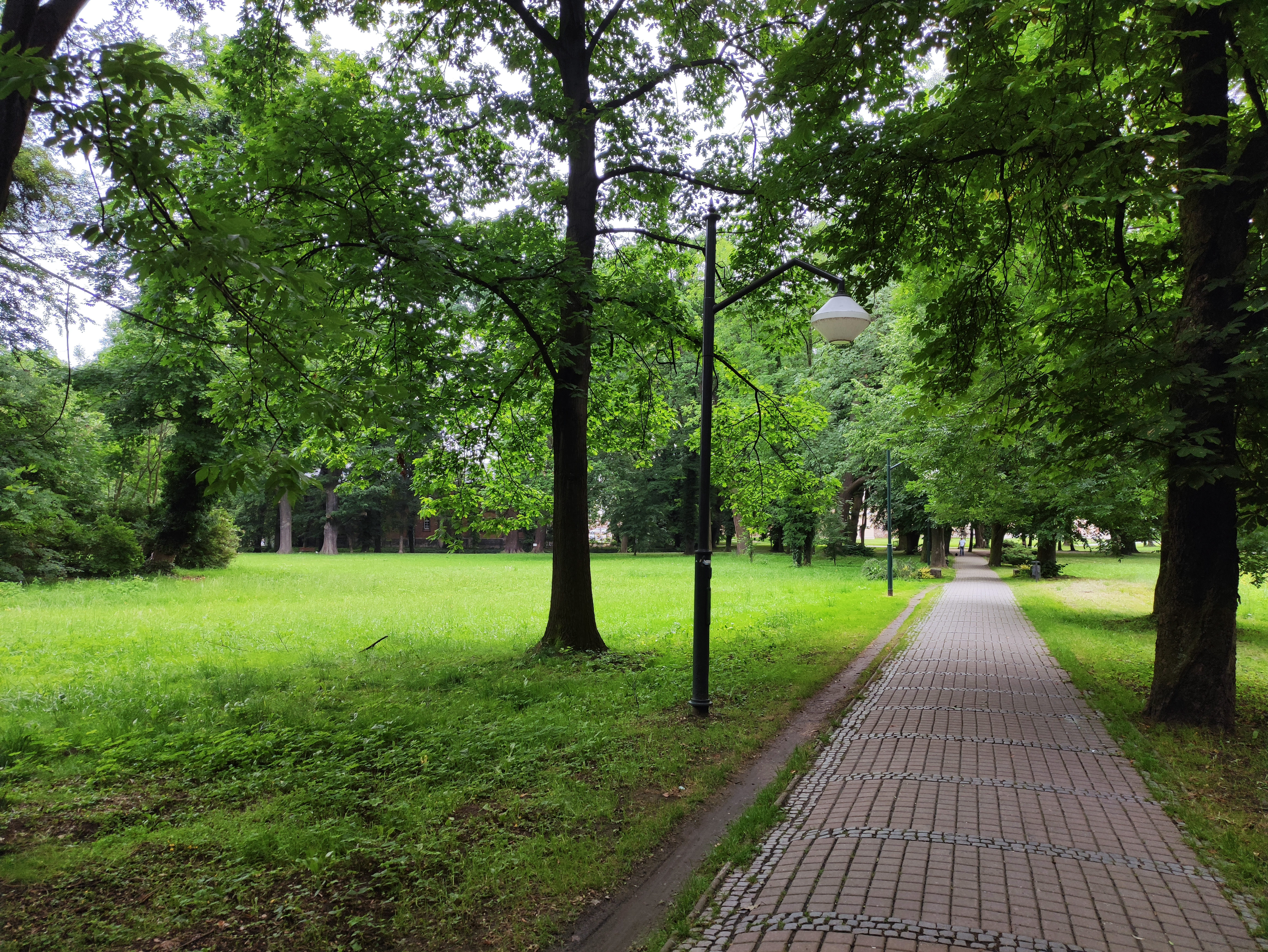
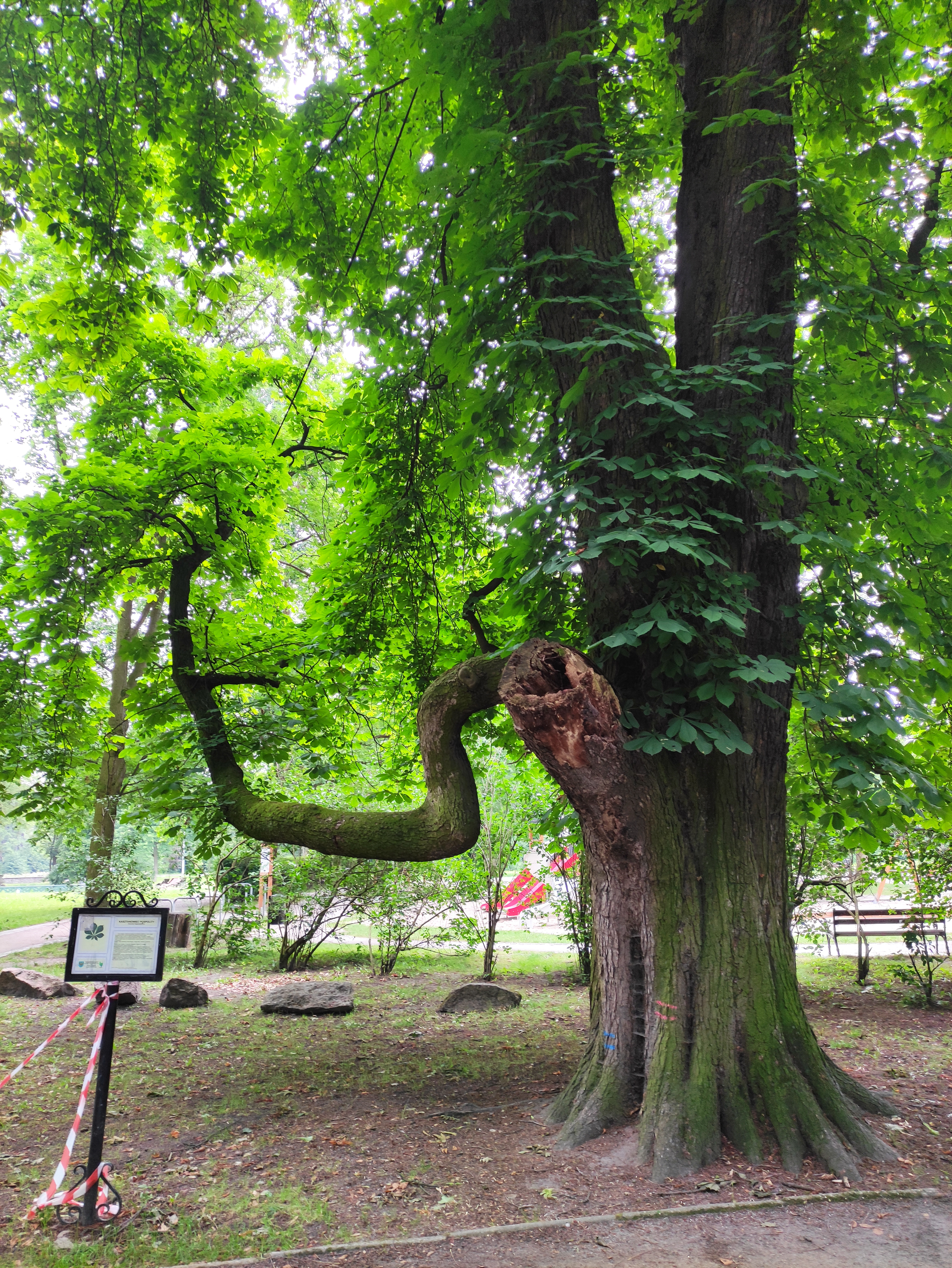
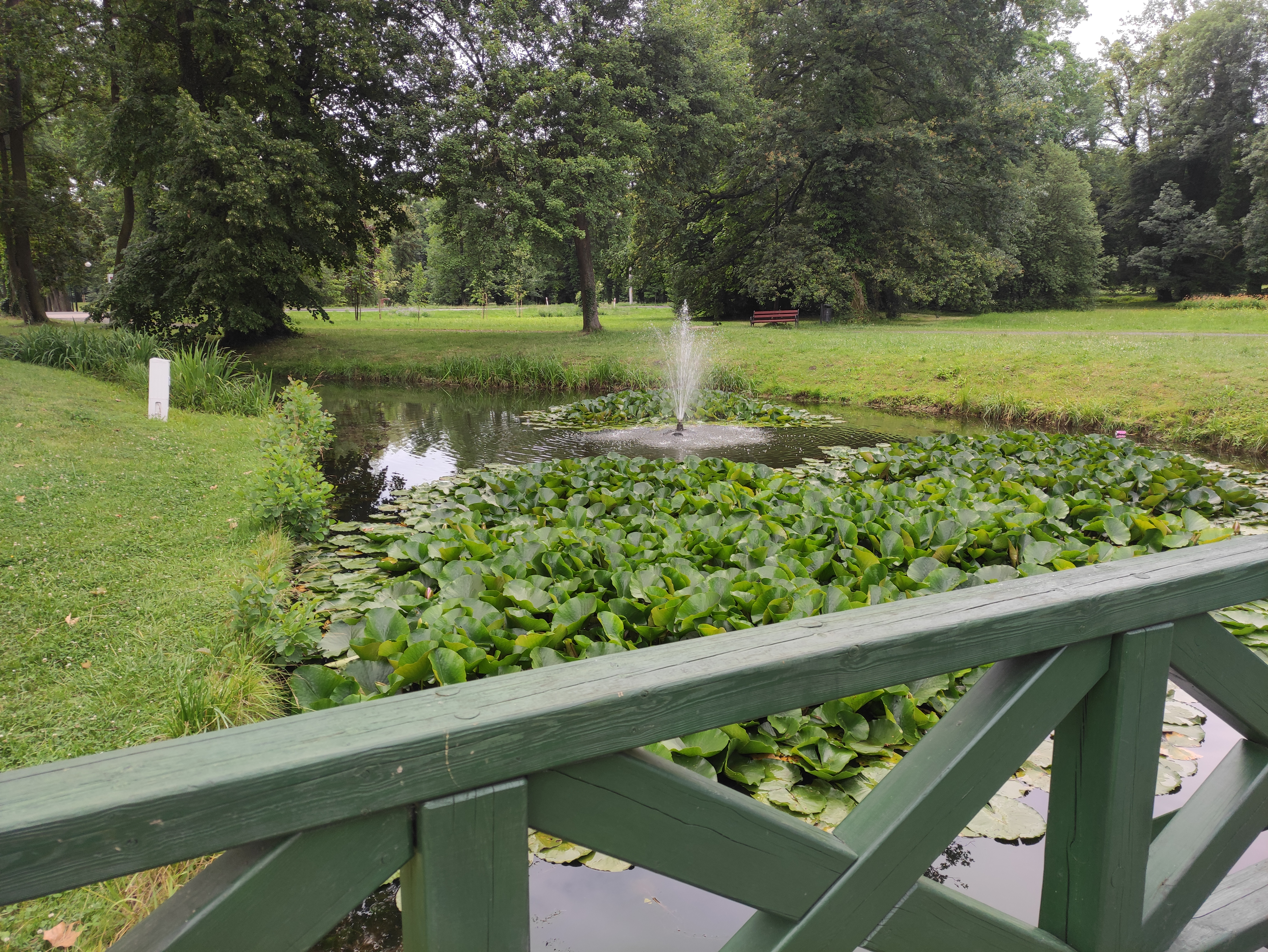
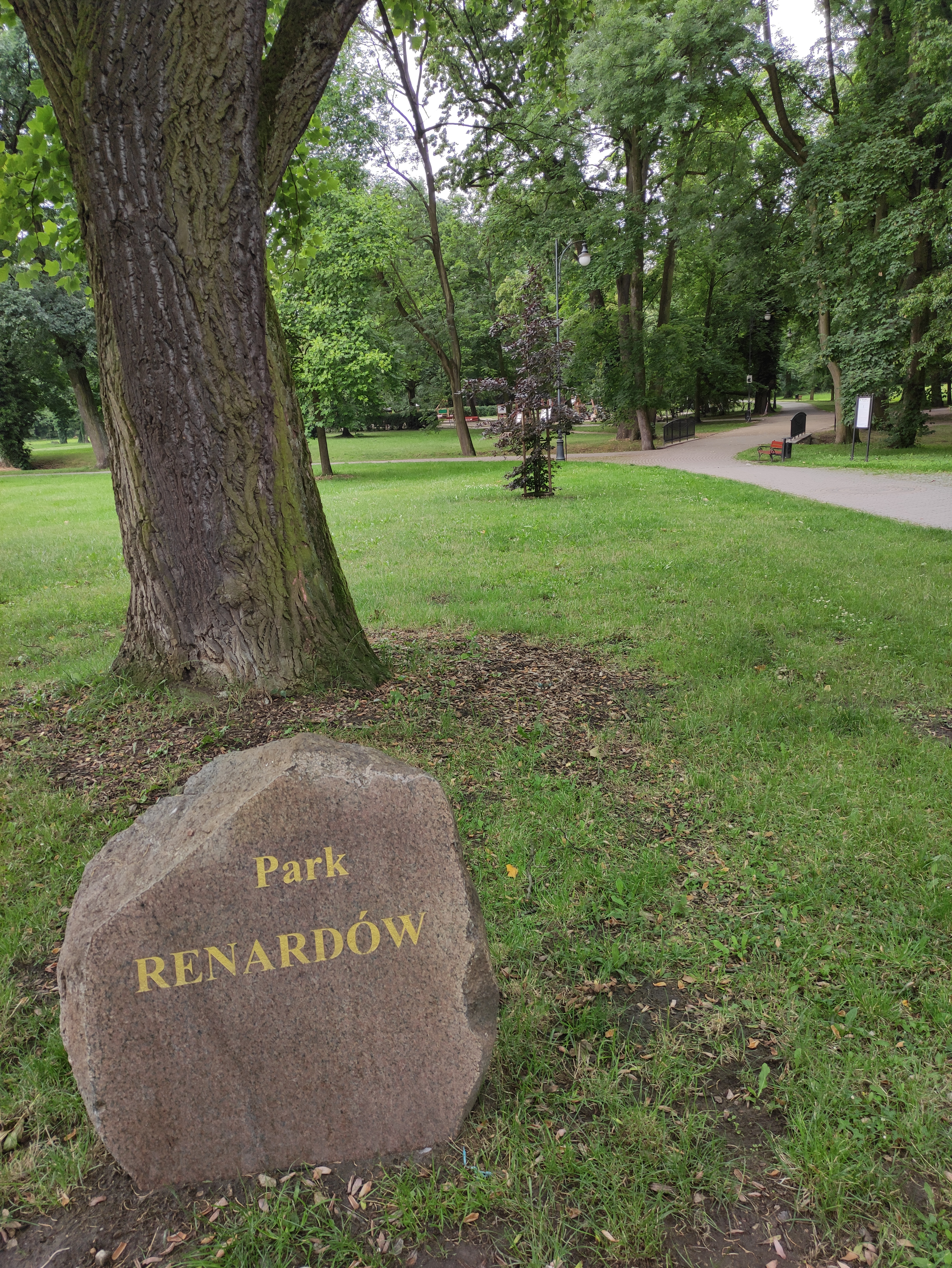
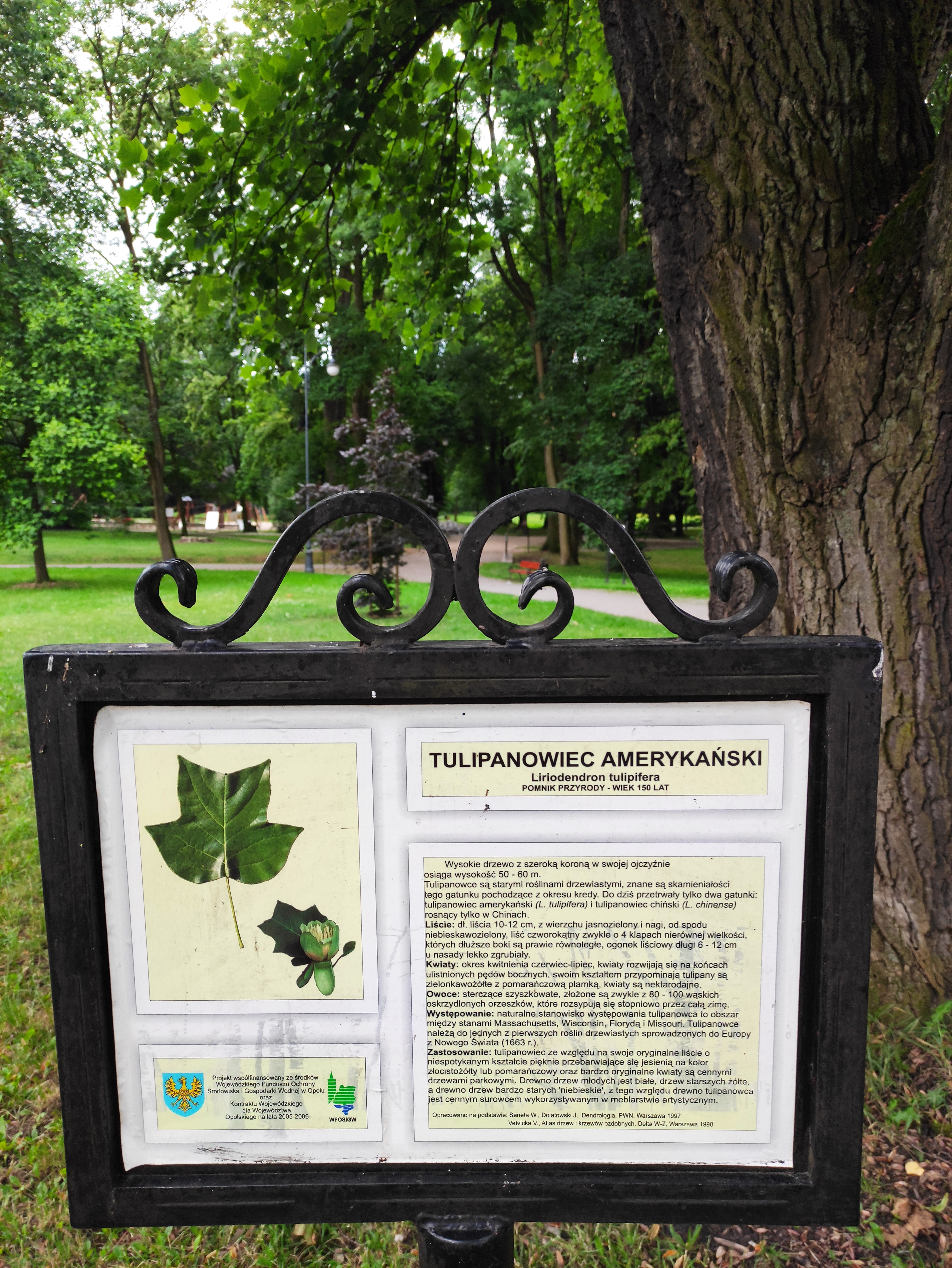
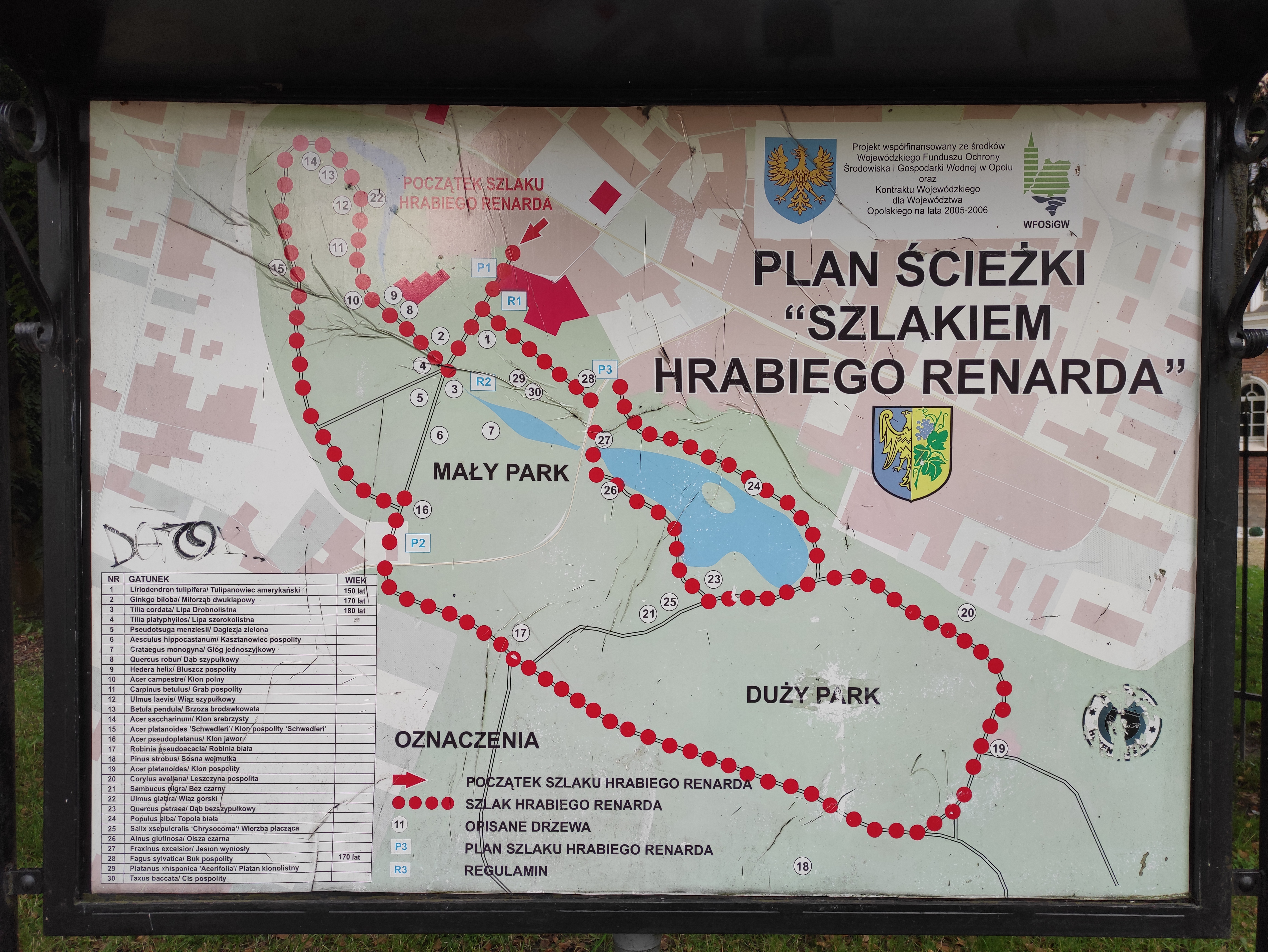
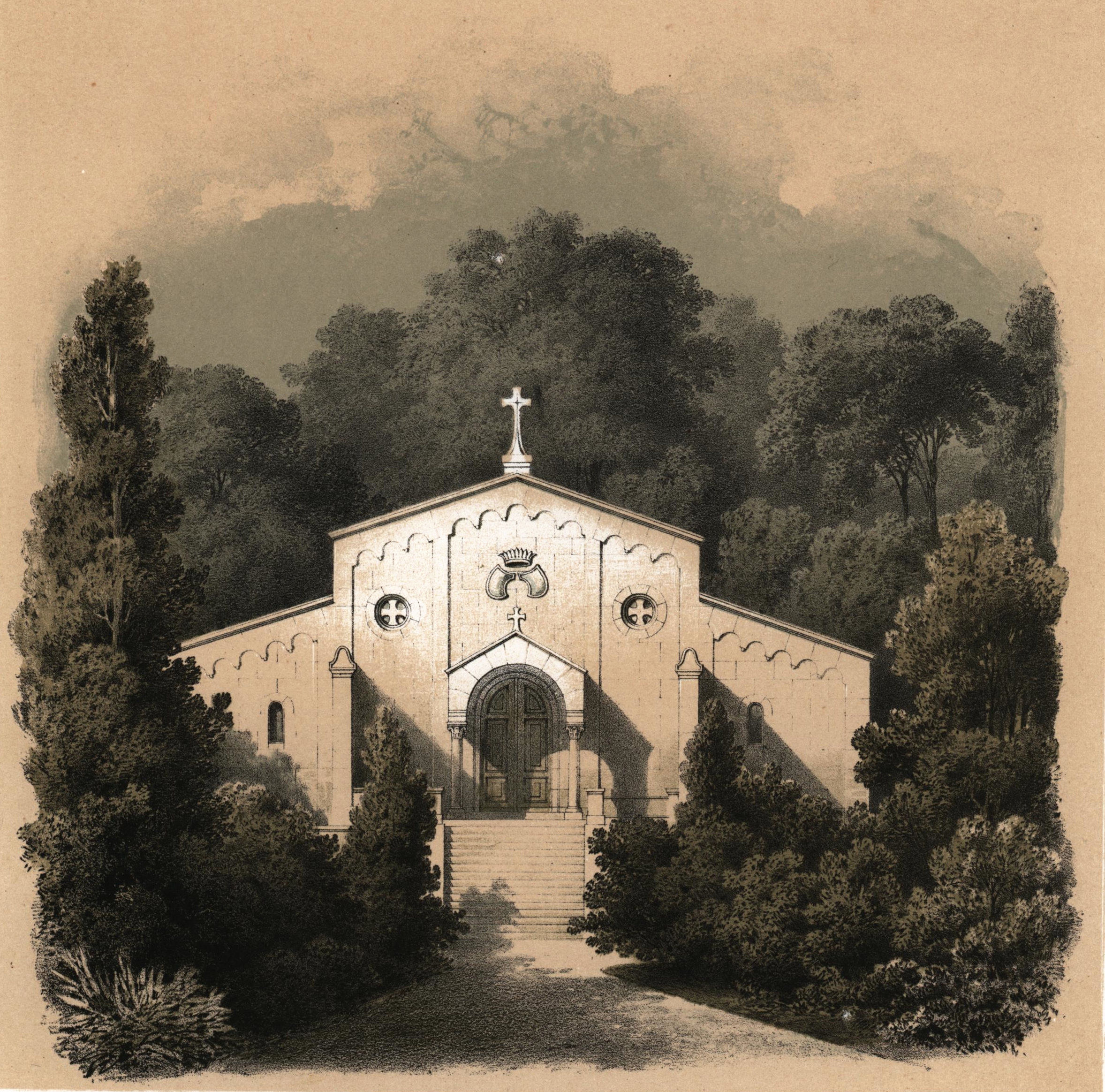
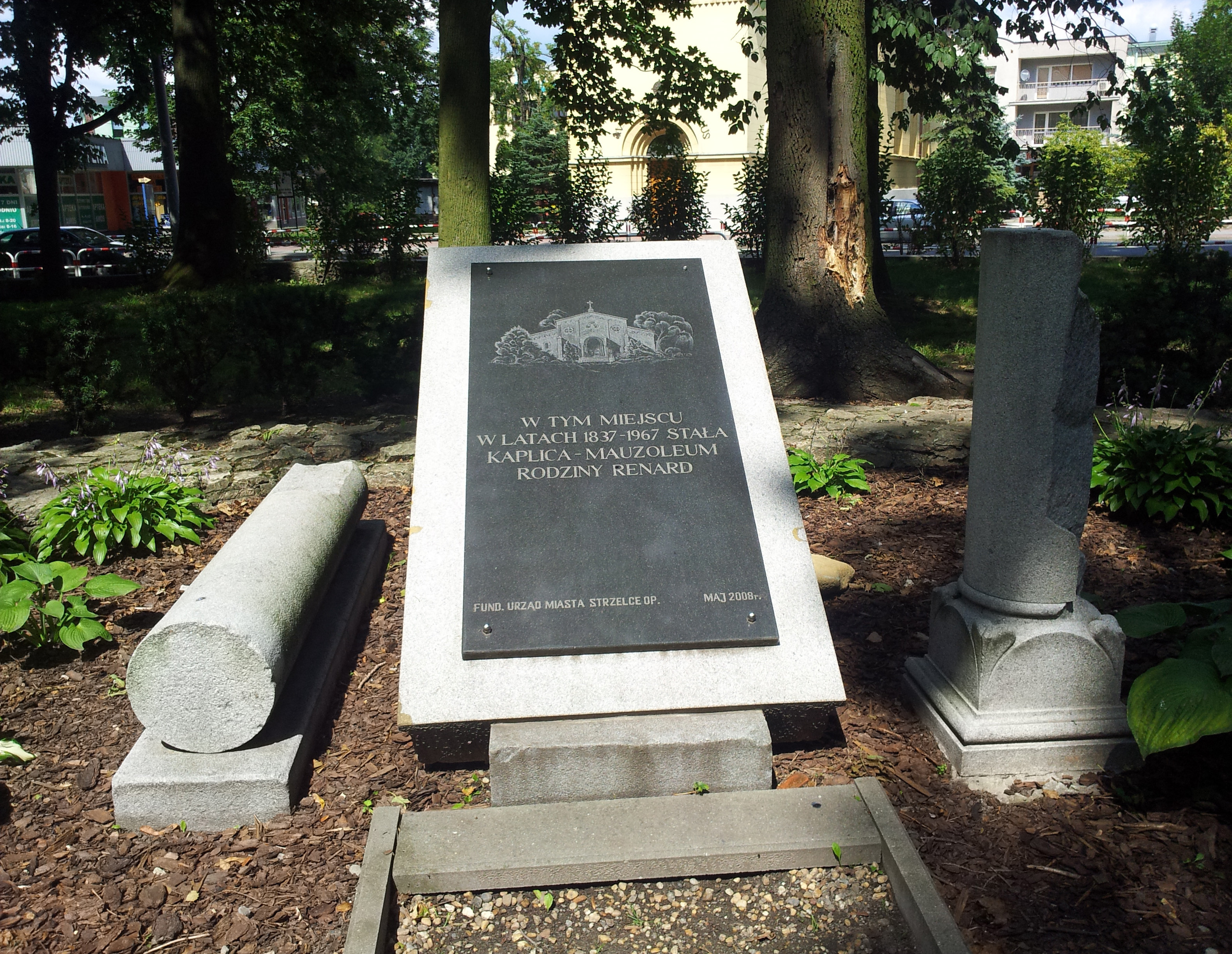
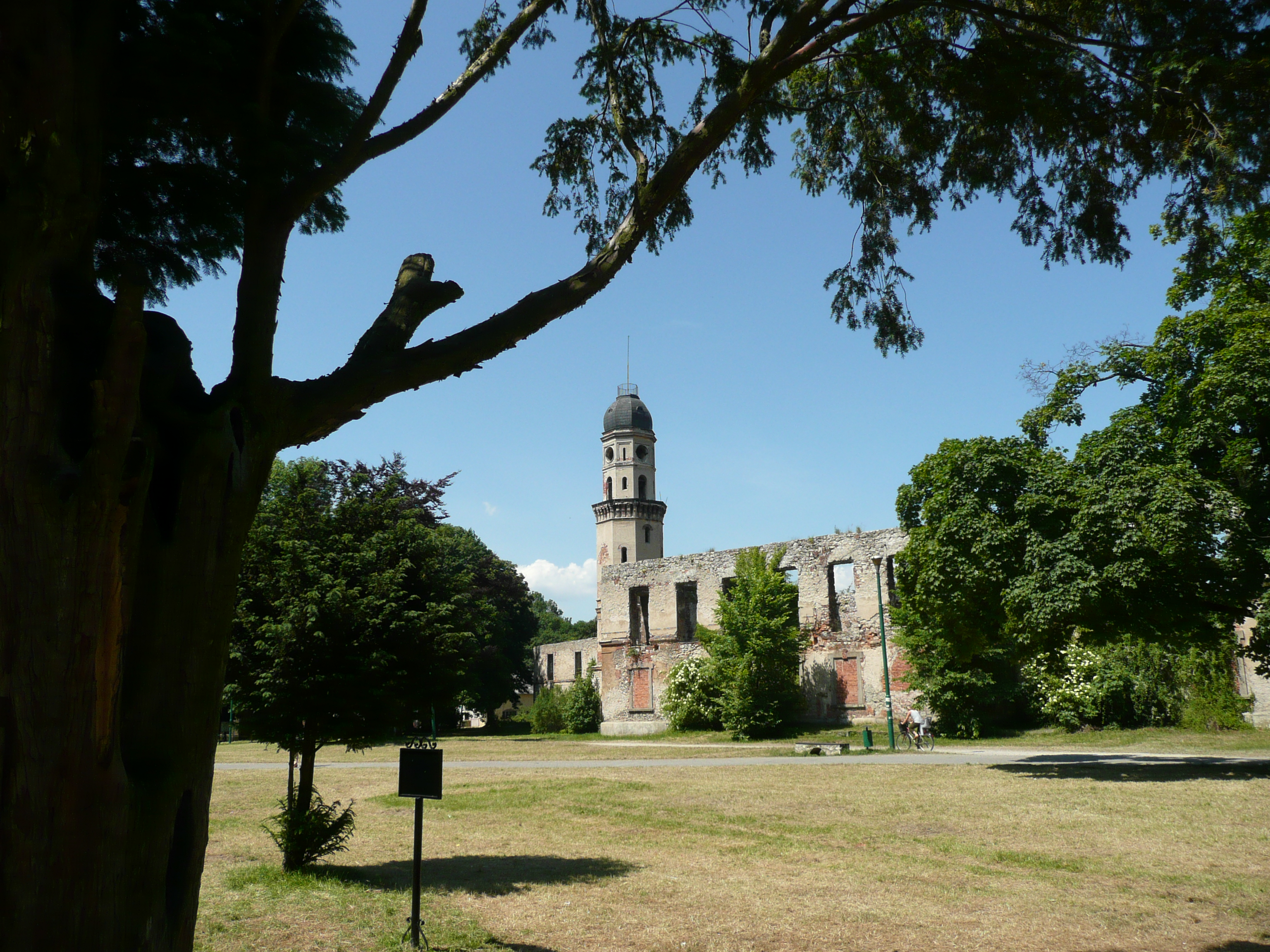
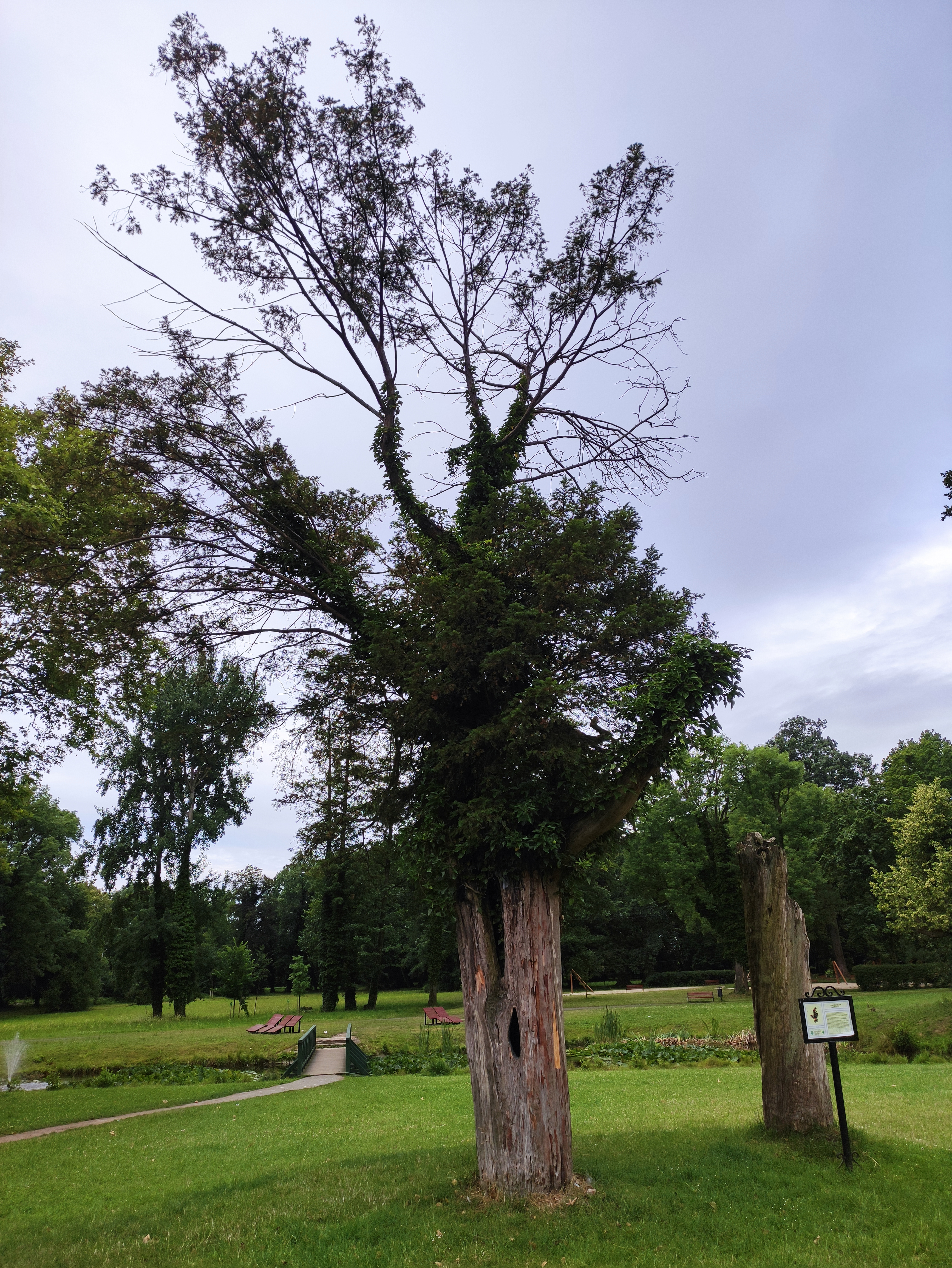
Památné tisy červené